# روس هيل (دراج)
روس هيل (بالإنجليزية: Ross Hill)‏ هو دراج بريطاني، ولد في 1977، وتوفي في 29 سبتمبر 2007.